# 3431 Nakano
3431 Nakano eller 1984 QC är en asteroid i huvudbältet som upptäcktes den 27 november 1984 av den japanska astronomen Tsutomu Seki vid Geisei-observatoriet. Den är uppkallad efter den japanske astronomen Shuichi Nakano.
Asteroiden har en diameter på ungefär 44 kilometer.